# Канадська капела бандуристів

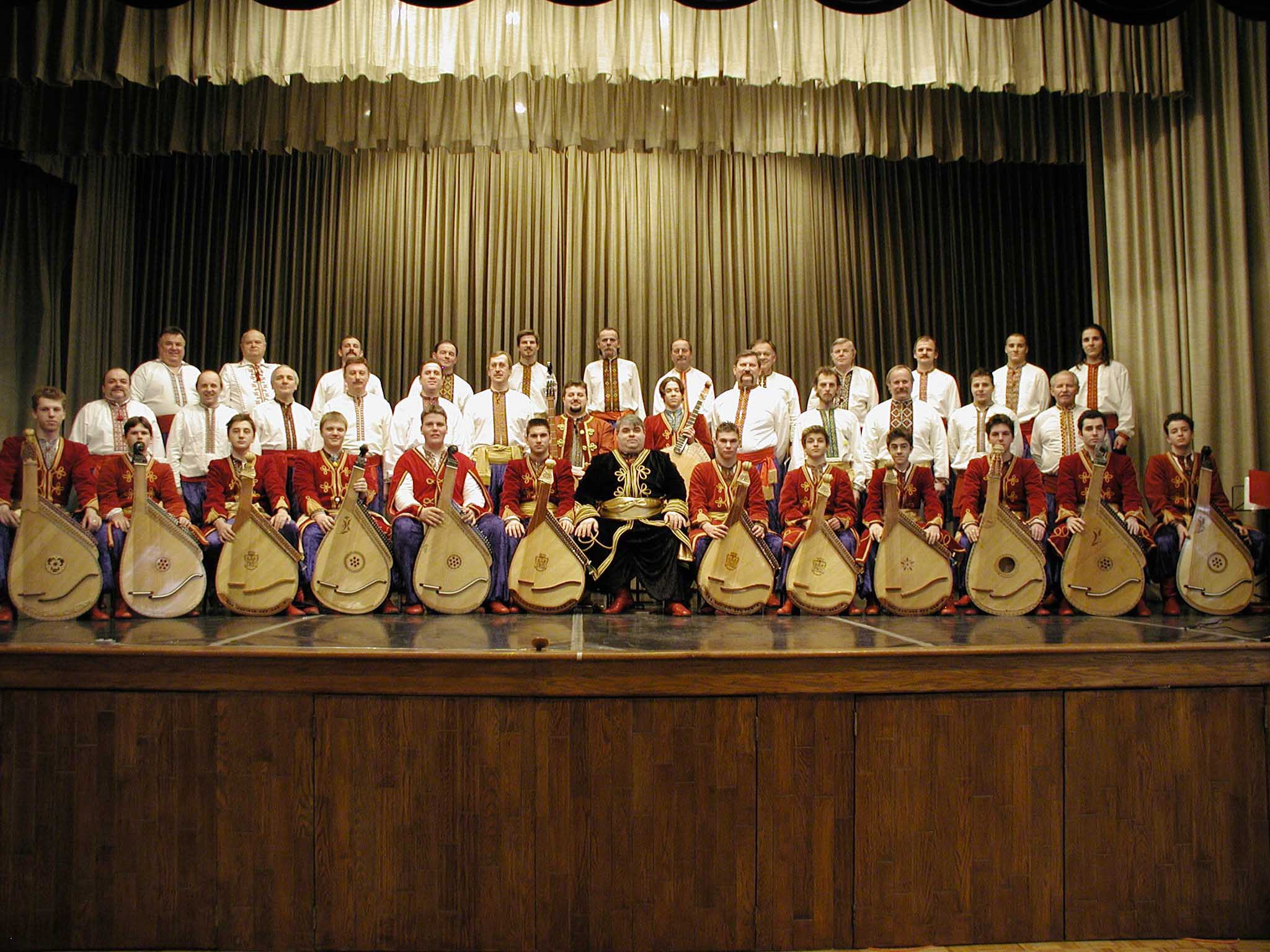
Канадська капела бандуристів, 2003 рік

Кана́дська капе́ла бандури́стів — колектив, створений 1991 року в Канаді Віктором Мішаловим.

## Історія
Колектив був створений як чоловічий хор в супроводі оркестрової групи бандури в 1991 р.
Уперше Капела бандуристів виступила 8 січня 1992 року. Деякий час капела існувала як ансамбль мішаного складу, а в 2001 року знову перейшла винятково на чоловічий склад. У 2002 інкорпороване як беззискова організація. Виступає з концертами по Північній Америці. Записала два компакт-диски.
- В 2005 — перший компакт диск.
- В 2009 — компакт диск разом з оперовим співаком Павлом Гунькою з Англії.
- У 2010 році приготовили програму «Слово Тараса».
- У 2011 гастролі в Чикаґо, Клівленд. Виступали на відкриття пам'ятника Т. Шевченку в Оттаві.
- У 2012 гастролі в Нью Йорк та Філадельфії з програмою "Слово Тараса".
- У 2012 концерти в Торонто та Оттаві з програмою, присвячено ювілею УПА.

## Особливості
Капела бандуристів відрізняється від інших капел тим, що активно продовжує плани Гната Хоткевича, граючи на бандурах харківського типу, які зроблені у Канаді майстром Василем Вецалом. Капела прагне наслідувати досягнення Полтавської капели бандуристів.

## Диригенти та мистецькі керівники
- Віктор Мішалов — художній керівник (1991-)
- Наталія Бабицька — хормейстер (2006—2007)
- Андрій Дмитрович — хормейстер (2008—2011)
- Юрко Петлюра — концертмейстер (2008-)